# Clotilde Kainerstorfer
Clotilde Kainerstorfer (2 juillet 1833 – 26 septembre 1897) est une compositrice autrichienne née à Hall en Tyrol. Elle composa des œuvres sacrées et publia dix pièces pour piano et orgue à Augsbourg en 1878, ses premières œuvres connues. Elle meurt en 1897 à Linz,,.

## Œuvres
- 10 Weihnachts-Lieder (No. 1. "Gottes Lob soll heut erschallen," No. 2. "Sei uns willkommen," No. 3. "Engelssang, Himmelsklang," No. 4. Gloria (Choral): "Preis u. Ehre in den Höhen," No. 5. "Sei du uns gegrüsset," No. 6. "Wie winket so freundlich," No. 7. "Lasst uns Gespielen," No. 8. "Erwecket durch himmlische Klänge," No. 9. "Voll Jubel u. Freude," No. 10. Gloria (Choral): "Ehre sei Gott in der Höbe,", novembre 1878
- Marien-Blumen, Chant en l'honneur de la Vierge Marie, avril 1881.
- Marienlied: Der Tag entflieht, novembre 1880
- Offertorium: Ad te Domine levavi, novembre 1878.
- Salve Regina. Marienlied zur Maiandacht, août 1882.
- Siona (latein. u. deutscher Text), novembre 1880.
- O salutaris hostia, février 1878